# SINJI
SINJI（シンジ、1969年8月8日 - ）は、日本の声優、DJ。以前は、川上真二名義で活動していた。元・アミューズ所属。本人曰く、ガンダムが好き。

## 主な出演番組

### テレビ
- 愛のエプロン（テレビ朝日系）※ナレーション
- THE THREE THEATER（フジテレビ系）※ナレーション
- 爆笑レッドシアター（フジテレビ系）※ナレーション
- スーパーチャンプル（中京テレビ制作・日本テレビ系）※ナレーション
- 女優魂（中京テレビ制作・日本テレビ系）※ナレーション
- 少年チャンプル（中京テレビ制作・日本テレビ系）※ナレーション
- まんとら〜マンガ虎の穴〜（テレビ神奈川）※ナレーション
- ハンナ（ディズニー・チャンネル）※テレビ番組のDJ役
- ROX（関西テレビ）※クイズ出題者
- ROX(関西テレビ)※クイズ出題者

### ラジオ
- TOYOTA WEEKLY ALBUM TOP10（TOKYO FM・JFN系）
- TOYOTA SUPER WORLD COUNTDOWN（TOKYO FM・JFN系）
- TOYOTA SOUND IN MY LIFE（TOKYO FM・JFN系）
- 三共ポップス・オンライン（TOKYO FM）
- Radio on the street（FM OSAKA)
- GETSU-MOKU 19（FM OSAKA）
- TSUTAYA WAVE-C3 NEW-RELEASE EXPRESS（TSUTAYA・店内放送）
- TSUTAYA WAVE-C3 HOT10カウントダウン（TSUTAYA・店内放送）
- TSUTAYA WAVE-C3 TSUTAYAスタイル（TSUTAYA・店内放送）
- TSUTAYA WAVE-C3 POWER PUSH（TSUTAYA・店内放送）
- TSUTAYA WAVE-C3 ツタ得（TSUTAYA・店内放送）

### CM
- 小松未歩「謎」※ナレーション

### Podcast
- Coca-Cola New Generation Artists